# Stazione di Friedrichswalde (b Eberswalde)
La stazione di Friedrichswalde (b Eberswalde) è una stazione ferroviaria tedesca, posta sulla linea Britz-Fürstenberg. Serve il centro abitato di Friedrichswalde.